# 7 септември
7 септември е 250-ият ден в годината според григорианския календар (251-ви през високосна). Остават 115 дни до края на годината.

## Събития
- 70 г. – Римската армия начело с Тит превзема Втория храм и плячкосва Йерусалим.
- 451 г. – Римската войска нанася поражение на хуните в Битка на Каталаунските полета.
- 1776 г. – САЩ за първи път в света използват подводница (Американ Търтъл) за военни цели.
- 1812 г. – Бородинска битка: Наполеон побеждава при Бородино войските на Александър I и седмица по-късно влиза в Москва.
- 1822 г. – Бразилия обявява независимостта си от Португалия.
- 1860 г. – Параходът Лейди Елджин потъва в езерото Мичиган, загиват около 400 души.
- 1855 г. – Състои се коронацията на Александър II в Московския кремъл.
- 1883 г. – Съставено е първото в българската история коалиционно правителство, начело с Драган Цанков.
- 1886 г. – Княз Александър I Батенберг абдикира от българския престол под натиска на Русия и окончателно напуска страната; съставено е правителство начело с Васил Радославов и регентство в състав Стефан Стамболов, Петко Каравелов и Сава Муткуров (26 август стар стил).
- 1891 г. – село Бяла (Област Русе) е обявено за град от Народното събрание по предложение на народния представител на Бяла Ангел Крушков.
- 1897 г. – Поетът Иван Вазов е назначен за министър на образованието.
- 1901 г. – В Пекин е подписано споразумение за прекратяване на така нареченото Въстание на боксьорите.
- 1913 г. – Избухва Охридското въстание на българското и албанското население срещу сръбската власт в Македония.
- 1932 г. – Съставено е четиридесет и осмото правителство на Царство България, начело с Никола Мушанов.
- 1936 г. – Последният оцелял екземпляр тилацин умира в зоологическа градина в Тасмания.
- 1940 г. – Втората световна война: Нацистка Германия започва масирани нощни бомбардировки над Лондон (първата от 57 последователни бомбардировки).
- 1940 г. – Подписана е Крайовската спогодба, съгласно която Румъния връща Южна Добруджа на Царство България.
- 1954 г. – Открит е Паметникът на Съветската армия в центъра на София.
- 1956 г. – Влиза в сила Допълнителната конвенция на ООН за премахване на робството, търговията с роби и институциите и обичаите, сходни с робството.
- 1959 г. – В Торино (Италия) е закрита Първата лятна универсиада.
- 1964 г. – Край Габрово е открит Архитектурно-етнографският музей „Етър“.
- 1968 г. – Във Варна е открит Дворецът на културата и спорта.
- 1973 г. – В Свищов е открит химическия комбинат Свилоза.
- 1977 г. – САЩ и Панама постигат съгласие за предаването на Панамския канал на Панама през 1999 г.
- 1978 г. – Агентът на Държавна сигурност Франческо Гулино извършва в Лондон покушение срещу българския писател и дисидент Георги Марков.
- 1979 г. – Корпорация Крайслер иска от правителството на САЩ 1,5 милиарда щатски долара, за да избегне фалит.
- 1984 г. – По случай 40-годишнината на социалистическата революция в България, в резиденция „Лозенец“ са наградени с орден „13 века България“ цялото партийно и държавно ръководство на социалистическа България.
- 1986 г. – Дезмънд Туту става първият чернокож мъж, който ръководи англиканската епархия в Кейптаун.
- 1988 г. – Абдул Мохманд, първият афганистанец в Космоса, се завръща на Земята след девет дни на космическата станция Мир.
- 1994 г. – Президентът на Таджикистан утвърждава новия химн на държавата.
- 1996 г. – Рапърът и хип-хоп изпълнител Тупак Шакур е ранен фатално при стрелба по време на шофиране в Лас Вегас, Невада. Той почива от нараняванията си шест дни по-късно.
- 1997 г. – Състои се първият полет на Lockheed Martin F-22 Raptor.
- 1999 г. – Земетресението от 6,0 Mw в Атина засяга района с максимален интензитет по скалата на Меркали от IX, убивайки 143, ранявайки 800 – 1600 и оставяйки 50 000 души без дом.
- 2008 г. – Правителството на САЩ поема контрола над двете най-големи компании за ипотечно финансиране в САЩ – Фани Мей и Фреди Мак.
- 2011 г. – Самолетната катастрофа с отбора на „Локомотив Ярославъл“ в Русия: загиват 44 души, включително почти целият състав на отбора на „Локомотив Ярославъл“ от Континенталната хокейна лига.
- 2012 г. – Канада официално прекъсва дипломатически връзки с Иран, като закрива посолството си в Техеран и разпорежда експулсирането на ирански дипломати от Отава поради ядрени планове и предполагаеми нарушения на правата на човека.
- 2019 г. – украинският режисьор Олег Сенцов и 66 други са освободени при размяна на затворници между Украйна и Русия.
- 2021 г. – Биткойнът става законно платежно средство в Ел Салвадор.

## Родени
- 1438 г. – Лудвиг II, ландграф на Долен Хесен († 1471 г.)
- 1448 г. – Хайнрих фон Вюртемберг, граф на Вюртемберг-Мьомпелгард († 1519 г.)
- 1533 г. – Елизабет I, кралица на Англия и Ирландия († 1603 г.)
- 1683 г. – Мария-Анна Австрийска, кралица на Португалия († 1754 г.)
- 1707 г. – Жорж-Луи Леклерк дьо Бюфон, френски естествоизпитател († 1788 г.)
- 1726 г. – Франсоа-Андре Филидор, френски музикант и шахматист († 1795 г.)
- 1829 г. – Фридрих Август Кекуле, немски химик († 1896 г.)
- 1842 г. – Йохан Цукерторт, полско-немски шахматист, първият официален световен вицешампион († 1888 г.)
- 1859 г. – Петър Марков, български военен деец († 1943 г.)
- 1870 г. – Александър Куприн, руски писател († 1938 г.)
- 1878 г. – Стефан I, български духовник († 1957 г.)
- 1894 г. – Гала Дали, съпруга на Пол Елюар и Салвадор Дали († 1982 г.)
- 1895 г. – Брайън Хорокс, британски военачалник († 1985 г.)
- 1905 г. – Васил Пеевски, български геодезист († 1992 г.)
- 1908 г. – Майкъл Дебейки, американски кардиохирург († 2008 г.)
- 1909 г. – Елия Казан, американски писател († 2003 г.)
- 1911 г. – Тодор Живков, български политик и държавен глава († 1998 г.)
- 1917 г. – Джон Корнфорт, австралийски химик, носител на Нобелова награда († 2013 г.)
- 1930 г. – Стайка Гьокова, българска народна певица († 2021 г.)
- 1932 г. – Иван Джамбазов, български актьор († 2023 г.)
- 1932 г. – Малкълм Бредбъри, британски писател († 2000 г.)
- 1933 г. – Грациела Бъчварова, българска актриса
- 1934 г. – Омар Карами, министър-председател на Ливан († 2015 г.)
- 1936 г. – Брайън Харт, английски пилот и инженер († 2014 г.)
- 1936 г. – Бъди Холи, американски пионер на рокендрола († 1959 г.)
- 1937 г. – Джунейт Аркън, турски актьор († 2022 г.)
- 1940 г. – Абдураман Уахид, индонезийски политик († 2009 г.)
- 1943 г. – Виолета Донева, българска актриса († 2022 г.)
- 1949 г. – Глория Гейнър, американска певица
- 1954 г. – Майкъл Емерсън, американски актьор
- 1955 г. – Мира Фърлан, американска актриса († 2021 г.)
- 1963 г. – Искрен Пецов, български певец, музикант
- 1963 г. – Eazy-E (Ийзи-И), американски рап изпълнител († 1995 г.)
- 1965 г. – Андреас Том, германски футболист
- 1965 г. – Дарко Панчев, югославски футболист
- 1966 г. – Цветелина Максимова, български живописец и иконописец
- 1973 г. – Антонина Зетова, българска волейболистка
- 1973 г. – Шанън Елизабет, американска актриса
- 1978 г. – Девън Сауа, канадски актьор
- 1980 г. – Габриел Милито, аржентински футболист
- 1980 г. – Георги Дюлгеров, български певец и композитор
- 1984 г. – Вера Звонарева, руска тенисистка
- 1985 г. – Рафиня, бразилски футболист
- 1987 г. – Александра Возняк, канадска тенисистка
- 1987 г. – Евън Рейчъл Уд, американска актриса
- 1988 г. – Крейг Линдфийлд, британски футболист

## Починали
- 355 г. – Клавдий Силван, римски пълководец
- 1134 г. – Алфонсо I Воин, испански император (* 1073 г.)
- 1151 г. – Джефри Плантагенет, граф Анжуйски (* 1113 г.)
- 1251 г. – Виола Ополска, полска княгиня от български произход (* ?)
- 1354 г. – Андреа Дандоло, венециански дож (* 1305 г.)
- 1783 г. – Леонард Ойлер, швейцарски учен (* 1707 г.)
- 1840 г. – Жак Макдоналд, френски маршал (* 1765 г.)
- 1851 г. – Джон Кид, английски химик и професор (* 1775 г.)
- 1871 г. – Мехмед Емин Али паша, османски държавник (* 1815 г.)
- 1907 г. – Рене Сюли Прюдом, френски поет, Нобелов лауреат през 1901 г. (* 1839 г.)
- 1932 г. – Аргир Манасиев, български революционер (* 1873 г.)
- 1933 г. – Едуард Грей, британски политик и дипломат (* 1862 г.)
- 1936 г. – Марсел Гросман, унгарски математик (* 1878 г.)
- 1949 г. – Елтън Мейо, американски и австралийски социолог (* 1880 г.)
- 1949 г. – Хосе Клементе Ороско, мексикански живописец и график (* 1883 г.)
- 1953 г. – Николай Евреинов, руски режисьор (* 1879 г.)
- 1953 г. – Нобуюки Абе, японски политик и държавник (* 1875 г.)
- 1956 г. – Чарлз Фрай, британски спортист, академик и политик (* 1872 г.)
- 1960 г. – Вилхелм Пик, немски дърводелец и политик, президент на Източна Германия (* 1873 г.)
- 1962 г. – Карън Бликсен, датска мемоаристка и писателка на разкази (* 1885 г.)
- 1979 г. – Айвър Ричардс, английски литературен теоретик (* 1893 г.)
- 1984 г. – Йосиф Слипий, украински източнокатолически епископ (* 1892 г.)
- 1985 г. – Дьорд Пойа, унгарски математик, работил в Швейцария и САЩ (* 1887 г.)
- 1990 г. – Алън Тейлър, английски историк и журналист (* 1906 г.)
- 1991 г. – Едуин Макмилан, американски физик и химик, нобелов лауреат (* 1907 г.)
- 1994 г. – Джеймс Клавел, британски писател (* 1924 г.)
- 1997 г. – Мобуту Сесе Секо, конгоански политик, президент на Заир (* 1965 г.)
- 2005 г. – Муса Арафат, шеф на палестинските тайни служби (* 1941 г.)
- 2010 г. – Джон Клуге, немско-американски бизнесмен (* 1914 г.)
- 2018 г. – Мак Милър, американски рапър (* 1992 г.)

## Празници
- Празник на град Белене – На 7 септември 1964 г. Белене е обявен за град
- Празник на град Раднево – На 7 септември 1964 г. Раднево е обявен за град
- Празник на град Септември – На 7 септември 1964 г. Септември е обявен за град
- Бразилия – Ден на независимостта (от Португалия, обявена на днешния ден през 1822 г., призната 3 години по-късно, национален празник)
- Мозамбик – Ден на победата
- Пакистан – Ден на военните
- Украйна – Ден на военното разузнаване
- Австралия – Национален ден на застрашените видове
- Фиджи – Ден на Конституцията